# Montaure
Montaure ist eine Ortschaft und eine ehemalige französische Gemeinde mit 1.142 Einwohnern (Stand: 1. Januar 2022) im Département Eure in der Region Normandie. Sie gehörte zum Arrondissement Les Andelys und zum Kanton Pont-de-l’Arche. Die Einwohner werden Montaurois genannt.
Mit Wirkung vom 1. Januar 2017 wurden die bis dahin selbstständigen Gemeinden Montaure und Tostes zu einer Commune nouvelle namens Terres de Bord zusammengeschlossen und besitzen seither in der neuen Gemeinde den Status einer Commune déléguée. Der Verwaltungssitz befindet sich im Ort Montaure.

## Geographie
Montaure liegt etwa 22 Kilometer südlich von Rouen.
Nachbarorte sind Tostes im Norden und Nordosten, Incarville im Nordosten, Louviers im Osten, Surville im Süden, Crasville im Südwesten sowie La Haye-Malherbe im Westen.

## Bevölkerungsentwicklung
| Jahr                      | 1962 | 1968 | 1975 | 1982 | 1990 | 1999  | 2006  | 2013  |
| Einwohner                 | 698  | 677  | 656  | 777  | 990  | 1.073 | 1.008 | 1.062 |
| Quelle: Cassini und INSEE |      |      |      |      |      |       |       |       |

## Sehenswürdigkeiten
- Kirche
- Schloss Montaure, im 18. Jahrhundert erbaut